# 峯京子
峯 京子（みね きょうこ、1936年11月12日 - ）は、日本の女優。東京都出身。本名は成田美智子。

## 主な出演

### 映画
- はりきり社長　1956年
- 殉愛　1956年
- 山と川のある町　1957年
- 歌う不夜城　1957年
- 草笛の丘　1958年東宝
- 家内安全　1958年
- 喧嘩も楽し　1958年東宝
- お笑い夫婦読本　1958年東宝
- 奴が殺人者だ　1958年
- ロマンス祭　1958年東宝
- 女探偵物語　女性SOS　1958年
- びっくり大放送　1959年東宝
- 森の石松幽霊道中　1959年東宝
- 暴れん坊森の石松　1959年東宝
- 飛びっちょ勘太郎　1959年東宝
- 夜霧の決闘　1959年東宝
- 大当り狸御殿　1958年東宝
- サザエさんの赤ちゃん誕生　1960年東宝
- 珍品堂主人1960年東宝
- 新・三等重役 旅と女と酒の巻　1960年東宝
- 新・三等重役 亭主教育の巻　1960年東宝
- 斑女　1961年松竹
- 愛する(1961)　1961年松竹
- 新・二等兵物語　めでたく凱旋の巻　1961年松竹
- あの波の果てまで　1961年松竹
- 恋とのれん　1961年松竹
- 引越やつれ　1961年松竹
- あの波の果てまで　後篇　1961年松竹
- サラリーマン手帖　夢を失わず　1961年松竹
- 白い南風　1961年松竹
- あの波の果てまで　（完結篇）1961年松竹
- 金の実る樹に恋が咲く　1961年松竹
- ご機嫌はりきり娘　1961年松竹
- 今年の恋　1962年松竹
- 湖愁　1962年松竹
- 愛染かつら(1962)　1962年松竹
- クレージーの花嫁と七人の仲間　1962年松竹
- 広域暴力 流血の縄張　1969年日活
- 夜をひらく　女の市場　1969年日活
- 傷害恐喝 前科十三犯　1969年日活
- 夜の最前線　東京女地図　1969年日活